# Kevin Gruber
Kevin Gruber (* 11. Juli 1995 in Meran) ist ein italienischer Eishockeyspieler.

## Karriere
Gruber begann seine aktive Laufbahn im Nachwuchsbereich des HC Meran. Im Verlauf der Saison 2012/13 gab er sein Debüt in der zweitklassigen Serie A2 und bestritt bis zum Saisonende insgesamt drei Partien in Italiens zweiter Liga.
In der Saison 2013/14 spielte Gruber mit Meran in der zweiten österreichischen Liga, der Inter-National-League, und absolvierte dort insgesamt 10 Spiele.
In der Saison 2014/15 spielte Gruber in Nordamerika für die New Jersey Shore Wildcats in der NSHL. Zur Spielzeit 2015/16 kehrte er nach Meran zurück.